# وسوکیه (گمینا وسوکیه)
وسوکیه (به لاتین: Wysokie) یک روستا در لهستان است که در گمینا وسوکیه واقع شده‌است. وسوکیه ۶۰۲ نفر جمعیت دارد.